# Le Schtroumpf reporter
Le Schtroumpf reporter est le vingt-deuxième album, et la quatre-vingt-sixième histoire, de la série de bande dessinée Les Schtroumpfs originellement créée par Peyo. Publié en 2003 aux éditions Le Lombard, l'album est scénarisé par Luc Parthoens et Thierry Culliford et illustré par Ludo Borecki.

## Résumé
Parmi tous les Schtroumpfs, il y en a un qui adore observer et apprendre, aussi note-t-il tout scrupuleusement dans son petit carnet. Mais un jour, il surprend le Schtroumpf pêcheur qui s'est emmêlé dans le fil de sa canne à pêche et qui tombe à l'eau. Il s'en va alors sans rien dire, afin que le Schtroumpf pêcheur ne soit pas embêté de sa présence, mais plus tard alors qu'il est revenu au village, il apprend une tout autre histoire au sujet du schtroumpf... Une histoire tout à fait inexacte à vrai dire... ce qui l'exaspère au plus haut point, car les schtroumpfs ne se transmettent les informations que par le principe du téléphone arabe. Aussi à la suite d'une discussion avec le Grand Schtroumpf, il est chargé d'informer la populaschtroumpf correctement, mais cela ne va pas être aussi facile que prévu.
En effet, le Schtroumpf reporter commence par afficher les nouvelles sur un panneau, mais il rencontre un succès mitigé. Alors il écrit les nouvelles qu'il transmet manuscrit à tout le monde, mais il ne parvient qu'à réaliser trois exemplaires après une nuit blanche. Mais il peut compter sur le Schtroumpf bricoleur qui, en voyant les cubes du Bébé Schtroumpf gravés dans le sable, crée l'imprimerie. Ainsi né le journal papier dans le village qui trouve rapidement son public. Mais le Schtroumpf reporter doit garder l'intérêt de ses lecteur et cherche des articles digne d’intérêt. Mais à la suite de l'incendie de la réserve et de l'intervention désastreuse des pompiers, le journal parlant de ce fait est entièrement vendu et le reporter pense qu'il doit explorer la voie de l'info choc et de la polémique, dont les Schtroumpfs bucheron et bricoleur feront les frais pour négligence dans l'entretien du barrage. Par la suite, le reporter met en place de nouvelles rubriques qui trouve ses succès auprès du public.
Mais un jour, le reporter, en manque d'inspiration, décide d'écrire des articles sur la vie de la Schtroumpfette, mais cela harcèle cette dernière. Le Grand Schtroumpf intervient, mais la presse riposte. La Schtroumpfette, encore harcelée, craque en public en dénonçant le harcèlement du Schtroumpf reporter. Ce dernier perd tous ses lecteurs et le journal est arrêté. Quelques jours plus tard, alors que le Grand Schtroumpf est venu lui parler pour lui rappeler pourquoi il a créé le journal, le reporter part en reportage chez Gargamel pour offrir un article parlant du danger Gargamel. Mais ce dernier le capture et décide de lui parler de la potion qu'il concocte pour capturer tous les Schtroumpfs. Mais cela est un piège, car il laisse échapper le reporter afin de prévenir les autres pour qu'ils se ramènent chez lui afin de gâcher la potion, avant de tous se retrouver dans la glu (qui a été réellement été préparée). Seuls le reporter et le Grand Schtroumpf n'ont pas été piégés et décident de jouer un tour au sorcier en faisant croire une épidémie qui touche tout le monde (y compris le sorcier) accompagné d'un journal parlant de la maladie imaginaire. Au matin, le sorcier, croyant à l'épidémie, libère tous les Schtroumpfs qui repartent au village.